# Stati centrali del nord-ovest
Stati centrali del nord-ovest (in inglese West North Central States) è una regione censuaria degli Stati Uniti d'America. Insieme agli Stati centrali del nord-est forma la regione del Midwest.

## Composizione
Secondo lo United States Census Bureau, gli Stati che fanno parte della regione centrale del nord-ovest sono:
- Iowa
- Kansas
- Minnesota
- Missouri
- Nebraska
- Dakota del Nord
- Dakota del Sud